# Muhlenbergia venezuelae
Muhlenbergia venezuelae är en gräsart som beskrevs av Luces. Muhlenbergia venezuelae ingår i släktet muhlygräs, och familjen gräs. Inga underarter finns listade i Catalogue of Life.